# راشيل وايت (لاعبة كرة طائرة)
راشيل وايت (بالإنجليزية: Rachel White)‏ (30 أكتوبر 1974 في المملكة المتحدة - ) هي لاعبة كرة طائرة أستراليا. شاركت في الألعاب الأولمبية الصيفية 2000.

## وصلات خارجية
- راشيل وايت على موقع أوليمبيديا (الإنجليزية)
- راشيل وايت على موقع اللجنة الأولمبية الأسترالية (الإنجليزية)